# Жената в черно (филм, 2012)
„Жената в черно“ (на английски: The Woman in Black) е свръхестествен филм на ужасите от 2012 г. на режисьора Джеймс Уоткинс. Сценарият, написан от Джейн Голдман, е базиран на едноименния роман на Сюзън Хил.
Продължението „Жената в черно 2: Ангел на смъртта“ излиза през 2014 г.

## Актьорски състав
| Актьор         | Роля           |
| -------------- | -------------- |
| Даниъл Радклиф | Артър Кипс     |
| Кийрън Хайндс  | Сам Дейли      |
| Джанет Мактиър | Елизабет Дейли |
| Лиз Уайт       | Джанет         |
| Роджър Алам    | г-н Бентли     |

## Награди и номинации
| Категория                       | Номиниран(и)                    | Резултат                |
| Сатурн (26 юни 2013 г.)         | Сатурн (26 юни 2013 г.)         | Сатурн (26 юни 2013 г.) |
| ------------------------------- | ------------------------------- | ----------------------- |
| Най-добър хорър или трилър филм | Най-добър хорър или трилър филм | номинация               |
| Емпайър (24 март 2013 г.)       |                                 |                         |
| Най-добър хорър филм            | Най-добър хорър филм            | награда                 |
| Най-добър британски филм        | Най-добър британски филм        | номинация               |

## Български дублаж
| Преводач           | Гала Колева                                                              |
| Тонрежисьор        | Галина Наумова                                                           |
| Озвучаващи артисти | Елена Бойчева Надя Полякова Милица Цветкова Станислав Пищалов Иван Танев |